# Rachel, Jack and Ashley Too
Rachel, Jack and Ashley Too —en España: «Rachel, Jack y Ashley Too» — es el tercer y último episodio de la quinta temporada de la serie de antología Black Mirror. Charlie Brooker, creador y showrunner de la serie, lo escribió, mientras que Anne Sewitsky se encargó de la dirección; se estrenó en Netflix el 5 de junio de 2019, junto con «Striking Vipers» y «Smithereens».
Sigue a Ashley O (Miley Cyrus), una cantante pop cuya creatividad está restringida por su equipo de gestión, y Rachel (Angourie Rice) y Jack Goggins (Madison Davenport), hermanas adolescentes que recientemente perdieron a su madre. La muñeca Ashley Too, propiedad de Rachel, es un clon de la personalidad de Ashley O. Brooker basó el episodio en un guion de comedia de situación que había escrito años antes, sobre una banda de punk que es ahorcada y regresa a la vida para descubrir que su mánager está lucrando con sus muertes. También se inspiró en las actuaciones holográficas de artistas fallecidos.
Los productores ejecutivos pensaron que Cyrus sería perfecta para el papel, pero se sorprendieron cuando aceptó. El rodaje tuvo lugar a finales de 2018, durante cinco semanas, en Ciudad del Cabo, Sudáfrica. Ashley O interpreta «On a Roll» y «Right Where I Belong» durante el episodio; las cuales son adaptaciones de canciones de Nine Inch Nails. Cyrus lanzó «On a Roll», que apareció posteriormente en varias listas musicales nacionales y recibió una nominación al premio Guild of Music Supervisors Award.
Los críticos consideraron que el episodio era más optimista que la mayoría de los de Black Mirror. La historia de Ashley O se comparó con la propia vida de Cyrus, junto con las de otras figuras de la industria musical. Algunos críticos analizaron los rasgos de personalidad de Rachel y Jack como reacción a la muerte de su madre. La mayoría de los críticos encontraron que el episodio carecía de estructura, calidad de escritura, exploración de temas y caracterización de Rachel, pero la actuación de Cyrus recibió elogios.

## Trama
Rachel Goggins (Angourie Rice) y su hermana mayor Jack (Madison Davenport) viven con su padre Kevin (Marc Menchaca) después de la muerte de su madre. Para su decimoquinto cumpleaños, Rachel recibe a Ashley Too (con la voz de Miley Cyrus), una muñeca robótica de inteligencia artificial (IA) de su estrella del pop favorita Ashley O (Miley Cyrus). Para disgusto de Jack, Rachel trata a la muñeca como a una amiga. Sin embargo, Ashley Too también complementa el género musical de rock favorito de Jack, que también era el favorito de su madre. Rachel baila la canción «On a Roll» de Ashley O en un concurso de talentos de la escuela, pero abandona el escenario avergonzada tras resbalar de un taburete. Jack esconde a Ashley Too con furia, lo que lleva a Rachel a acusar a Jack de suprimir su propia creatividad. 
Mientras tanto, Ashley O está insatisfecha con su dirección musical y anhela tocar como músico de rock. Cuando Ashley O escribe música melancólica y no se toma la medicación que le han dado para someterla, su controladora tía y mánager Catherine (Susan Pourfar) mezcla su cena con drogas para dejarla en coma. Cuando las noticias informan de que el coma fue causado por una alergia al marisco, Jack devuelve a Ashley Too a Rachel, que no muestra ningún interés. 
Seis meses después, Ashley Too es reactivada por un reportaje sobre el coma de Ashley O y funciona mal al enterarse de la situación de su verdadero yo. Jack conecta la muñeca al software que Kevin utiliza para sus inventos de ratoneras humanas y elimina un limitador. Ashley Too se revela como un clon de la conciencia de Ashley O, y convence a Rachel y a Jack para que busquen pruebas de los crímenes de Catherine en su casa. Después de que Jack los conduzca inexpertamente hasta allí, se hace pasar por un servicio de control de plagas de ratones mientras Rachel lleva a Ashley Too al lugar donde Ashley O yace en coma. La muñeca tira del enchufe, intentando matar a Ashley O, pero en realidad retira un goteo de medicación, despertándola. Jack y Rachel someten a dos miembros del personal alertados de la retirada del goteo utilizando el aturdidor de ratones de Kevin y una jeringa de medicación. 
Ya consciente, Ashley O guía al grupo a un local donde Catherine está presentando Ashley Eternal, un sustituto holográfico de Ashley O para sus giras musicales. Perseguido por la policía después de que Jack se salte un semáforo en rojo, el grupo atraviesa la entrada trasera del local, sorprendiendo a Catherine y al público mientras Ashley O emerge. Más tarde, Ashley O interpreta la canción «Head Like a Hole» con Jack bajo el nombre de «Ashley Fuckn O», mientras Rachel y Ashley Too observan.

## Reparto
- Miley Cyrus como Ashley Ortiz «Ashley O»
- Angourie Rice como Rachel Goggins
- Madison Davenport como Jack Goggins
- Susan Pourfar como Catherine Ortiz
- Marc Menchaca como Kevin Goggins
- Jerah Milligan como Busy G
- Daniel Stewart Sherman como Oso
- James III como Habanero
- Nicholas Pauling como Dr. Munk
- Frances Douglas como Carmen
- Greg Kriek como Todd
- Mikkie-Dene Le Roux como Sra. Walpole
- Sive Gubangxa como Mánager
- Martin Murko como Cuidador
- Alessa Gironi como Leah
- Savana Tardieau como Magnolia
- Jamie Royal como Enfermera
- Edward J. Pepperell como Policía

## Producción
Netflix encargó una quinta temporada de Black Mirror en marzo de 2018, tres meses después del lanzamiento de la cuarta temporada.Originalmente parte de la producción de la quinta temporada, la obra interactiva Black Mirror: Bandersnatch creció en alcance hasta el punto de separarse de la serie y estrenarse como una película independiente el 28 de diciembre de 2018. Aunque la temporada anterior del programa producido bajo Netflix contenía seis episodios, la serie cinco consta de tres episodios, dado que el creador de la serie, Charlie Brooker, lo consideró preferible a hacer esperar más a los espectadores, la quinta temporada consta de tres episodios, a diferencia de los seis de la temporada anterior. Los tres episodios, «Striking Vipers», «Smithereens» y «Rachel, Jack and Ashley Too», se lanzaron en Netflix simultáneamente el 5 de junio de 2019. Como Black Mirror es una serie de antología, cada episodio se puede ver en cualquier orden.

### Concepción y escritura

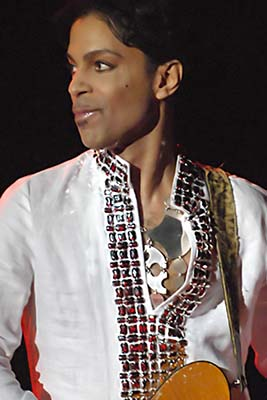
Las actuaciones holográficas que usaban la imagen de músicos muertos como Prince fueron una inspiración para el episodio.

Brooker escribió el episodio, basado en un guion de comedia de situación de años anteriores sobre una banda punk de 1977 cuyos miembros son ejecutados por un ministro conservador y regresan a la vida para ver cómo su gerente explota sus muertes con fines de lucro. También se inspiró en actuaciones holográficas de la vida real de artistas muertos como Prince, Whitney Houston y Amy Winehouse; Brooker encontró los hologramas «macabros» y señaló que los sujetos «a menudo fallecen en circunstancias extremadamente trágicas». También consideró la IA como un medio para crear un programa que podría imitar la composición de canciones de John Lennon o servir como asistente virtual de una celebridad. Brooker dijo que el episodio no menosprecia la música pop, sino que critica la falta de autenticidad en la música.Brooker mencionó que una idea no utilizada habría revelado que Catherine no era humana, al mostrar su rostro como maquinaria o haciéndola desaparecer «en una bocanada de humo». En el episodio final, después de que su plan Ashley Eternal fracasa, Catherine mira directamente a la cámara, rompiendo la cuarta pared.

### Casting
Brooker y Jones pensaron que Miley Cyrus sería perfecta para el papel de Ashley O, aunque no esperaban que ella estuviera interesada ni que lograrían conseguir una estrella del pop para el papel. Para su sorpresa, Cyrus era una gran admiradora del programa y, un par de días después de que se pusieran en contacto con ella, aceptó la oferta. Cyrus consideró que la representación de la industria de la música en el guion era realista, especialmente en cuanto a la «explotación abierta de los artistas» y cómo las decisiones se basan más en métricas de rendimiento que en creatividad. Madison Davenport interpretó a Jack. Hizo una audición sin saber que el episodio era parte de Black Mirror; solo se le informó sobre la escena en la que Jack distrae a un guardaespaldas mientras eliminan la filtración de Ashley O. Unos días antes de la filmación, le enviaron el guion completo. Angourie Rice, quien interpreta a Rachel, audicionó más tarde en el proceso y supo que era para Black Mirror.
La productora ejecutiva Annabel Jones dijo que el episodio trataba sobre un músico que intentaba encontrar su identidad y «salir de la máquina comercial». Jones dijo que la personalidad de Cyrus coincidía con la forma en que el episodio se vuelve más «intenso, sarcástico y satírico» a medida que avanza. También dijo que Cyrus aportó vulnerabilidad al papel, a pesar de su personalidad punk. Cyrus se identificó con el deseo de Ashley O de explorar otros géneros musicales, algo que ella misma hizo después de convertirse en adulta. Mencionó que, a diferencia de la gerente de Ashley O, sus propios padres jugaron un papel activo en su carrera, enfocándose en encontrar un gerente que la cuidara. Cyrus también aportó ideas sobre la vestimenta y apariencia de su personaje. Además, discutió con Brooker cómo disfrutó de una reciente actuación ante un público mayor, donde pocos estaban grabando la experiencia en sus teléfonos. Algunos diálogos e ideas de esta conversación inspiraron aspectos de la presentación de Catherine de Ashley Eternal.

### Filmación y edición
Aunque el episodio se desarrolla en Estados Unidos, por razones financieras, la filmación se realizó en Ciudad del Cabo, Sudáfrica, durante cinco semanas, seis días a la semana.Los rumores de que Cyrus aparecería en la quinta temporada de Black Mirror comenzaron después de que fuera vista en Victoria & Alfred Waterfront durante la filmación en noviembre de 2018. Cyrus dijo que pudo «entrar en Ashley» ya que estaba aislada de amigos y familiares. Los problemas personales de Cyrus inspiraron su actuación, especialmente al retratar el desmoronamiento de la vida de Ashley O. El día que filmó la escena en la que Ashley O se despierta del coma, Cyrus había perdido su casa en un incendio forestal en California. Usó esta experiencia para intensificar su actuación, aunque necesitó tomar algunos descansos durante la filmación.
Los movimientos de la muñeca Ashley Too se capturaron parcialmente durante la filmación y en parte mediante imágenes generadas por computadora. Dos miembros del equipo controlaron sus movimientos: uno manejaba la cabeza y los brazos, y el otro controlaba las ruedas. Sin embargo, algunas partes requirieron filmación con un dispositivo de pantalla verde y la muñeca se agregó durante la edición. Sin embargo, algunas partes requerían que los actores filmaran con un dispositivo de pantalla verde, y la muñeca se agregó durante la edición. Las escenas de conducción se filmaron en un escenario de sonido. La escena final se filmó en un bar de Ciudad del Cabo en el último día de rodaje de Cyrus. Davenport comentó que el lugar se sentía como «un pequeño sitio punk». Aunque Davenport ya sabía tocar la guitarra, aprendió a tocar el bajo en quince días para su parte en «Head Like a Hole». Cyrus y Davenport grabaron el audio en un estudio de música.

### Música

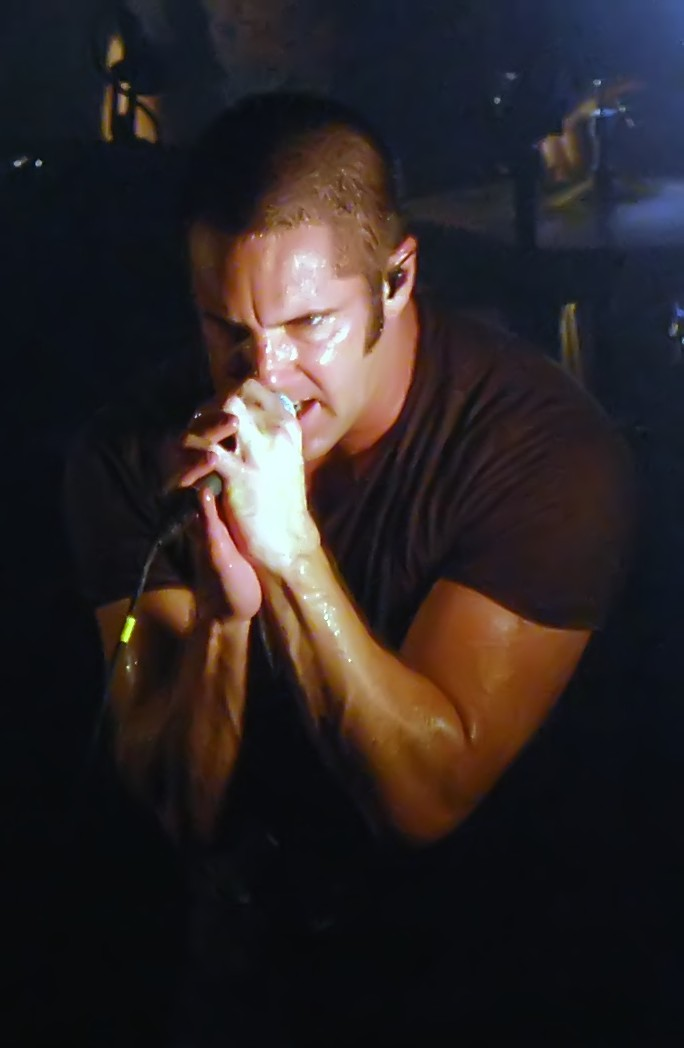
Trent Reznor, el vocalista principal de Nine Inch Nails, dio permiso para que se usaran adaptaciones de sus canciones en el episodio.

Las canciones interpretadas por Ashley en el episodio son adaptaciones de canciones de Nine Inch Nails: «Head Like a Hole» pasó a llamarse «On a Roll» y «Right Where It Belongs» se cambió a «Right Where I Belong». Se hizo una reescritura de «Hurt» a «Flirt», pero no se incluyó en el episodio. «On a Roll» se lanzó a través de YouTube el 13 de junio de 2019 y se agregó a varios servicios de streaming de música el 14 de junio. Posteriormente se posicionó en listas de éxitos musicales en varios países, incluidos sus picos en las posiciones 18 en Nueva Zelanda y 65 en el Reino Unido. Billboard clasificó la canción en el puesto 28 en su lista de las 100 mejores canciones de 2019.
Durante el proceso de escritura, Brooker se puso en contacto con Trent Reznor, el vocalista principal y compositor de Nine Inch Nails, con una sinopsis y una explicación de que quería adaptar su música a canciones pop. Reznor, cuyo socio compositor Atticus Ross produjo la banda sonora del episodio de la cuarta temporada «Crocodile», era fanático del programa y lo aprobó. Brooker dijo que el humor surge del hecho de que las versiones pop son «increíblemente positivas» y «llenas de afirmaciones vacías». Como ejemplo, «On a Roll» cambia la letra original «Inclínate ante el que sirves» a «Estoy avivado por la ambición y el entusiasmo». Reznor dijo que las canciones eran «maravillosamente absurdas» y «realmente divertidas» en contexto. Le resultó «extraño escuchar [su] música pasar por la licuadora y regresar». Isobel Waller-Bridge, hermana de la actriz y escritora Phoebe Waller-Bridge, recibió un crédito por adaptar la música del episodio.

## Análisis
Adi Robertson, de The Verge, escribió que «Rachel, Jack and Ashley Too» es una «historia inusualmente optimista sobre la subversión de la tecnología siniestra hacia buenos fines y que combina una crítica al fandom de las celebridades con un experimento mental sobre la carga del cerebro». Tim Brinkhof, de The New York Observer, dijo que Black Mirror sirve «para exponer las mentiras e hipocresías de la sociedad», en este caso «el conflicto entre la integridad artística del artista y el interés financiero de sus productores». Dan Stubbs de NME sugirió que el título es un juego de palabras con Rita, Sue and Bob Too (1986), una película sobre dos adolescentes que tienen una relación sexual con un hombre casado. Alexandra Pollard, de The Independent, calificó la segunda mitad del episodio como una «divertida película de atracos de alto concepto» y Stubbs la describió como «una versión adulta de las aventuras infantiles de los años 80, con gags y una persecución absurda».
«Rachel, Jack and Ashley Too» explora una serie de temas en los que se centran otros episodios de Black Mirror, como la IA, el almacenamiento de recuerdos humanos y las drogas. Stubbs dijo que «no se trata tanto de ciencia ficción como de realidad científica», porque ya existen tecnologías que facilitan las actuaciones con hologramas y la producción de nueva música utilizando la voz y la imagen de un artista sin su consentimiento. Robertson lo consideró «mayormente alegórico», y que emplea tropos tecnológicos «para plantear preguntas sobre la agencia humana. Alissa Wilkinson de Vox encontró que se pregunta: «¿Qué imágenes pueden proyectar los famosos? ¿Y qué reciben sus fanes a cambio?». Troy Patterson comentó en The New Yorker que el episodio critica a «la gente que dice a los niños que tengan fe en sí mismos porque les conviene para sus propios propósitos cínicos», pero que sin embargo «quiere que los niños crean en sí mismos».
El episodio hace pequeñas referencias en forma de huevo de Pascua a trabajos anteriores de Brooker. En el despacho de Catherine se puede ver una portada de la revista SugarApe, de la sitcom Nathan Barley de 2005. Ashley O canta «Anyone Who Knows What Love Is (Will Understand)» de Irma Thomas, una canción que apareció en cuatro episodios anteriores de Black Mirror, primero en «Fifteen Million Merits». Un programa de noticias hace referencia a Sea of Tranquility, una franquicia ficticia mencionada en «The National Anthem» y «Nosedive», junto con una serie de acontecimientos de otros episodios. El instituto de Rachel lleva el nombre de Colin Ritman, un personaje de Bandersnatch, y Ashley O es tratada en el hospital de San Junípero, que aparece en «Black Museum», donde a su vez era una referencia a «San Junípero». Se puede ver a Catherine utilizando la aplicación Smithereen de «Smithereens»; en cambio, en «Smithereens», #AshleyOWembley es trending topic.

### Caracterización

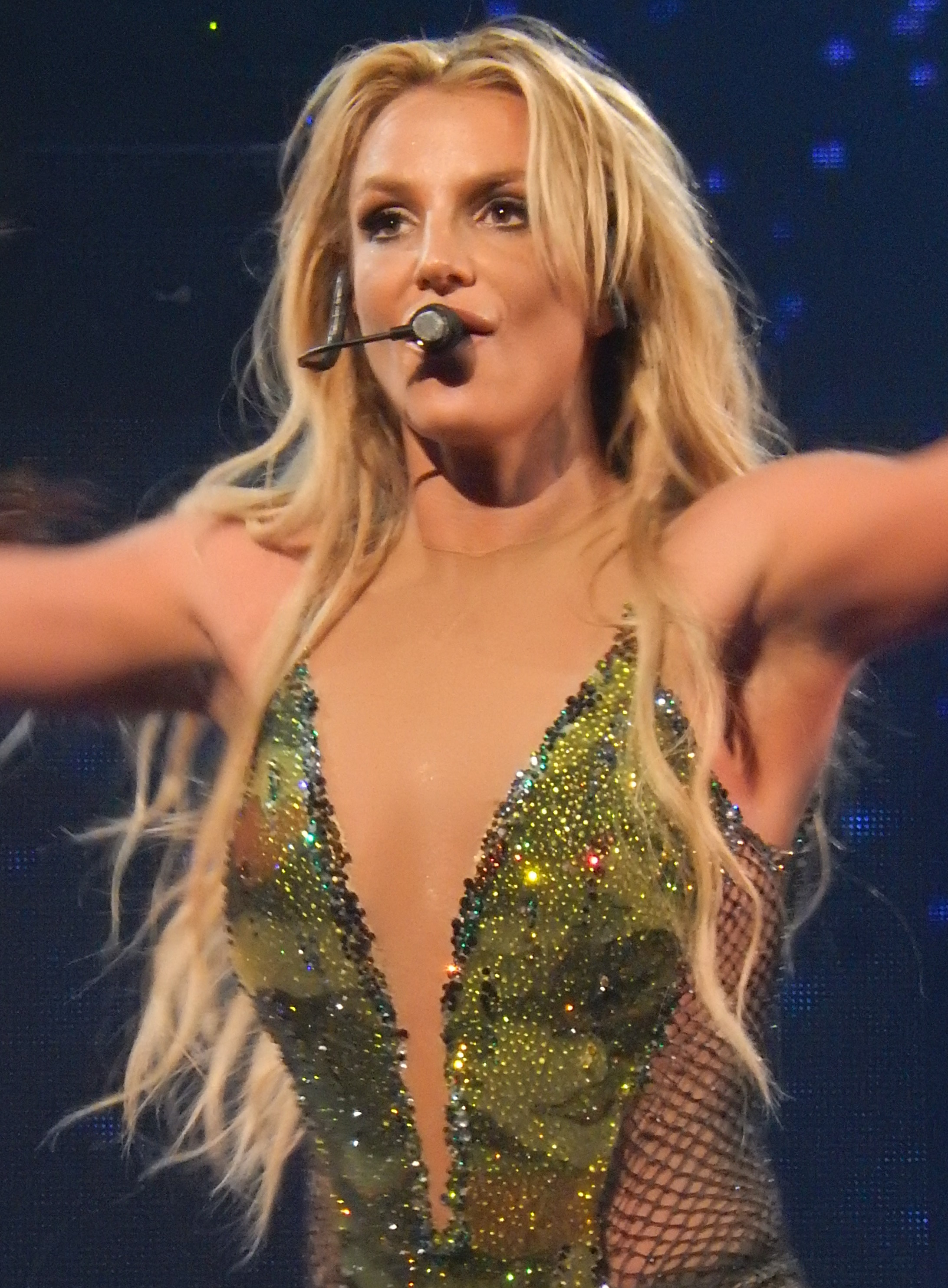
El argumento del episodio fue comparado con las acusaciones de que Britney Spears ha sido obligada a actuar contra su voluntad durante su tutela legal.

Muchos críticos compararon la vida real de Cyrus con las experiencias de Ashley O. Ella es una cantante y compositora que alcanzó la fama como protagonista de la sitcom adolescente de Disney Channel Hannah Montana (2006-2011). Del mismo modo, Ashley O es una «estrella del pop con mucho estilo», según Kelly Lawler de USA Today. Brinkhof consideró el episodio una «aguda crítica a la ética del estrellato» que «refleja inquietantemente» la «huida de Cyrus de su confinado papel» en Hannah Montana. Dijo que «sigue siendo incierto hasta qué punto se ha convertido en la dueña de su propio destino o ha quedado atrapada en la maquinaria económica».
A principios de 2019, Cyrus había mencionado «Free Britney» durante una actuación, en referencia a las acusaciones de que Britney Spears estaba siendo sometida a abusos a través de su entonces tutela. Adam White, de The Telegraph, señaló la conexión entre las acusaciones y la narración de «Rachel, Jack and Ashley Too». Las similitudes despertaron un renovado interés en los medios de comunicación en junio de 2021, después de que Spears prestara testimonio en una vista judicial en la que alegaba un abuso y control excesivos a través de su tutela, incluido el hecho de haber sido hospitalizada y medicada a la fuerza contra su voluntad como castigo por negarse a cantar. Robertson comparó «Rachel, Jack and Ashley Too» con el mismo tema, así como las disputas legales entre la cantante Kesha y su antiguo productor Dr. Luke. Según Stubbs, Catherine «ve a un dependiente vulnerable como un producto» y es en este sentido comparable a Murry Wilson y Joe Jackson.
Los críticos comentaron cómo la muerte de la madre de Rachel y Jack afectó a los niños. David Sims, de The Atlantic, dijo que ambos niños sufren depresión, «Rachel se repliega sobre sí misma... mientras Jack arremete contra el mundo». Robertson pensó que el comienzo del episodio «ofrece un retrato adecuadamente melancólico de alguien que utiliza una relación imaginaria para manejar la pérdida y la ansiedad». Patterson escribió: «Donde Ashley O es una especie de Pinocho que sueña con convertirse en una niña de verdad, Rachel y Jack Goggins son dos hermanas que esperan su descubrimiento como princesas». Dijo que la falta de una figura materna «favorece sus cualidades como cuento de hadas».  Para «sobrellevar el solitario infierno de la adolescencia», Robertson dijo que Rachel hace «adoración de ídolos» a Ashley O. Esta conexión se basa en «la relación cada vez más recíproca entre las celebridades y sus fanes». La muñeca Ashley Too recibió comparaciones de diversas maneras con el juguete robótico Furby, el asistente virtual Amazon Alexa y la asistente virtual ficticia Samantha de Her (2013).  En contraste con un episodio de Los Simpson sobre un tema similar, «Lisa vs. Malibu Stacy» (1994), Rachel no critica a su muñeca.
Wilkinson comparó a Rachel con Kayla, la protagonista de la película de comedia-drama Eighth Grade (2018). Kayla es una joven que filma vídeos de YouTube poco vistos sobre la positividad. Wilkinson dijo que el documental Jawline (2019) demuestra «un costo eventual para los productores de ese tipo de optimismo implacable, especialmente cuando los creadores de contenido adolescente no pueden mantenerlo porque las cosas en casa realmente no son tan buena»: esto es similar a la infeliz vida privada de Ashley O. Wilkinson escribió que «Rachel, Jack and Ashley Too» muestra «las repercusiones para la audiencia también», ya que una persona se ve a sí misma como un fracaso por ser infeliz. Se pregunta: «¿es la propia industria de envoltorios de espectáculos de famosos la que tiene la culpa? ¿O son los creadores? ¿O los fanes?». En la misma línea, Zack Handlen, de The A.V. Club, comentó que «el 'empoderamiento' se ha convertido en una marca, con mensajes genéricos de confianza y creencia en uno mismo, dirigidos a un público desesperado por escuchar cualquier garantía de que puede haber alguna salida a su miseria».

## Recepción
El episodio tiene una calificación del 50% en Rotten Tomatoes, basada en 40 críticos, lo que indica que las críticas son mixtas.  El consenso de la crítica resume que «le cuesta coser sus muchos conceptos», y el punto más fuerte es la «actuación totalmente comprometida y convincente» de Cyrus. Junto con «The Waldo Moment» (50% basado en 16 críticas), es la entrega de Black Mirror peor valorada en la web.  Recibió una calificación de tres de cinco estrellas en The Telegraph y The Independent, y dos estrellas de la BBC. Recibió una calificación de 5.5 sobre 10 en Paste y de C+ en The A.V. Club. Los críticos Brinkhof, Patterson y Sims pensaron que era el mejor episodio de la quinta serie, mientras que Jim Vorel, de Paste, y Stuart Heritage, de The Guardian, lo consideraron el peor, y Heritage añadió que era uno de los peores episodios de Black Mirror en general.
Hugh Montgomery, de la BBC, criticó el episodio como Black Mirror «en su versión más crudamente parabólica». Tim Goodman, de The Hollywood Reporter, la caracterizó como una «parodia involuntaria de una película de Disney» debido a su «argumento ridículo y su escritura obvia». Robertson y Daniel D'Addario, de Variety, creen que es peor que la mayoría de los episodios de Black Mirror: Robertson lo considera una «entrega cursi y dispersa de una serie que suele ser venerada por su agudo cinismo», y D'Addario lo califica como «el episodio más majestuosamente equivocado» de la saga y de la «televisión de prestigio» del último año. Sin embargo, Sims consideró que se trataba de un «melodrama musical pop intermitentemente fascinante», aunque «extraño», y Heritage aprobó que no fuera «inútilmente sombrío porque sí».
Los críticos coincidieron en que el episodio contenía ideas interesantes, pero que no estaban suficientemente exploradas. Brinkhof señaló «Be Right Back»y «White Christmas» como episodios anteriores en los que se examinaron con mayor profundidad los temas de la clonación y la IA, y escribió que los fanes «lamentaron» el episodio «por su potencial desaprovechado». D'Addario dijo que el episodio «tiene en mente unos quince temas potencialmente fructíferos», pero no logra encontrar una buena continuación de la premisa. Un ejemplo de tema interesante es el de «las mujeres en la música presentando un espectáculo de empoderamiento mientras están financiera y creativamente bajo el control de otra persona». D'Addari señaló la «falta de seriedad fundamental del tono» como una razón por la que el episodio no explora adecuadamente sus temas. White encontró «ideas fascinantes esbozadas aquí y allá», pero una dependencia de «declaraciones vagamente banales sobre la insustancialidad del pop y la falta de cuidado de algunas de sus estrellas más rentables». En desacuerdo, Sims argumentó que «Brooker hace un sólido trabajo de interpolación» entre «tres grandes ideas», donde «ningún tema consigue dominar o desarrollarse plenamente».

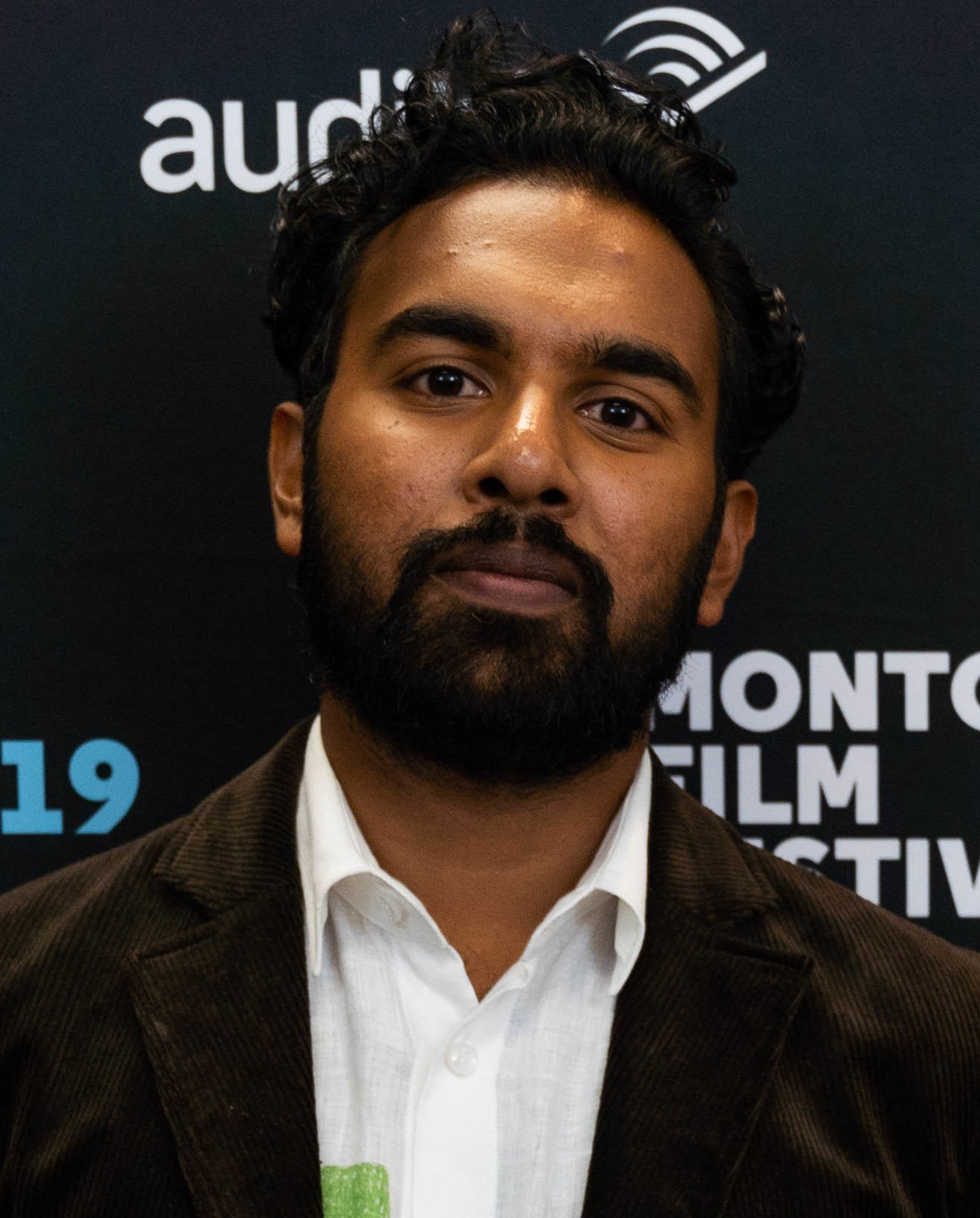
Himesh Patel interpreta a un músico en Yesterday (2019), una de las varias películas de la época que retrataba una tensión entre los jóvenes artistas y los ejecutivos de la industria, según Stuart Heritage de The Guardian.

Patterson escribió que la serie era «más aguda en sus consideraciones revisionistas del género», y aprobó que el episodio «juguetea con los tropos de los cuentos para preadolescentes y responde al género con su propia voz y en sus propios términos». Sims pensó que la conciencia de la muñeca Ashley Too era la idea «más convincente», aunque «llega tarde en una historia confusa» como un «giro argumental en el tercer acto», y Robertson vio un «enorme potencial sin explotar» en hacer que Rachel eligiera entre la verdadera Ashley O y la «perfecta y encerrada» Ashley Too, o en explorar el conflicto de identidad entre Ashley O y Ashley Too. Handlen se pregunta por qué la conciencia de Ashley O se cargaría en el muñeco cuando no «hace nada mucho más complicado que bromas vacías y frases hechas». En cambio, Rob Leane, de Den of Geek, lo encontró «brillantemente diseñado» y divertido. Chelsea Steiner, de The Mary Sue, dijo que el episodio «no ofrece nada nuevo ni matizado» en su «burla a la insípida música pop», un tema bien explorado por otras obras. Heritage enumeró A Star Is Born (2018), Vox Lux (2018) y Yesterday como obras recientes que también abordaban cómo «los jóvenes creativos están a merced de sus manipuladores moralmente arruinados».
Los críticos se mostraron muy decepcionados por la redacción y la estructura. Pollard lo resumió así: «Los puntos de la trama se recogen y se abandonan; los arcos narrativos no llevan a ninguna parte; abundan los personajes innecesarios». El cambio de tono a mitad del episodio fue muy comentado, ya que Handlen escribió que «no se llega al argumento hasta los cuarenta minutos». Según Handlen, comienza como un «drama familiar de bajo perfil» y se convierte en una «película de aventuras para niños». Robertson considera que, tras un «prometedor comienzo», el argumento «se vuelve simultáneamente excesivo y poco desarrollado», omitiendo «los detalles íntimos que hacen que sus primeras escenas sean tan atractivas». Montgomery analizó la última mitad como una «aventura de ciencia ficción para adolescentes» que es «cada vez más ridícula y pueril» y Robertson dijo que el episodio era «muy soso durante algunas secuencias de acción profundamente innecesarias». Vorel criticó a los «héroes y villanos definidos» con «grados de profundidad mínimos», y Sims creyó que los villanos eran «particularmente exagerados» ya que el episodio no explora sus motivaciones. Sin embargo, Leane alabó que «un conjunto de melodías para tocar los pies... realmente ayudan al episodio a hacer que este icono del pop se sienta real».
El final recibió comentarios variados, al igual que algunas escenas individuales. Patterson lo describió como «gratificante», Leane como «un desenlace realmente triunfal» y White como una «fantástica sorpresa» que subvertía «el nihilismo característico». Sin embargo, Sims acusó al episodio de estar «más interesado en ofrecer un final limpio que en ahondar en las profundas cuestiones que suscita», y Brinkhof informó de que algunos fanes «acusan a su final de sentirse bien de ser un síntoma de que la infame y sombría serie está perdiendo su siniestro filo». Leane ha comentado que el concepto de la trampa para ratones «parece de relleno», aunque su desenlace fue «bastante divertido». Sims elogió una escena en particular, en la que las ideas musicales en coma de Ashley O se convierten en música pop, como «una pieza clásica de humor sombrío de Black Mirror».
Cyrus recibió aclamación por su interpretación de Ashley O y Ashley Too. Lawler dijo que «Cyrus está esencialmente interpretándose a sí misma... y lo hace bien». Goodman opinó que era «una de las pocas actrices y cantantes que podían hacer que esto funcionara». Pollard analizó que Cyrus fue la más impresionante al interpretar los «dos extremos» de las emociones de su personaje: «desesperada y rota» en un extremo y «desinhibida y desafiante» en el otro.  Montgomery consideró que su primera «actuación tenue y espectral» como Ashley O era lo mejor del episodio. Tanto Leane como Sims disfrutaron de su interpretación de Ashley Too, y Leane la calificó de «actuación magistral», mientras que Sims la consideró «especialmente encantadora» en su papel.  Sin embargo, Robertson la prefería como Ashley O, al escribir que Ashley Too es una «compañera robot genérica».  Por el contrario, Vorel criticó la caracterización de ambas versiones, afirmando que la idea «podría haber salido directamente del propio equipo de marketing de Cyrus, en un metaintento de demostrar que Miley Cryus The Performer es un ser con profundidad y matices». Heritage vio problemas de escritura en el diálogo posterior de Ashley O, diciendo que «deja de sonar como Miley Cyrus y empieza a sonar como un hombre de 48 años tratando de sonar como Miley Cyrus».
Otros personajes recibieron menos elogios. Vorel consideró que Rachel era tan «desesperadamente ingenua» que el espectador «no puede esperar razonablemente que se identifique con ella o incluso que empatice con ella». Handlen criticó que Rachel «es básicamente olvidada una vez que la historia se pone en marcha», mientras que Vorel dijo que Jack «rara vez llega a ser más que una caja de resonancia de las inseguridades de Rachel». Steiner consideró poco realista que Rachel, a los 15 años, fuera «tan dependiente» de Ashley Too, y criticó la falta general de «voz auténtica para cualquiera de los protagonistas», sugiriendo que el hecho de contar con una escritora podría haber evitado este problema. Leane experimentó una «pequeña decepción» por la falta de «punch emocional» en las escenas que muestran a Rachel y Jack con su padre. Sin embargo, alabó que «todos los personajes principales tengan su oportunidad de brillar en un número musical».

### Ranquin de episodios
«Rachel, Jack and Ashley Too» ocupa el siguiente lugar en las listas de críticos de las 23 entregas de Black Mirror, de mejor a peor: 
|  | - 9 – Matt Miller, Esquire - 14 – Ed Power, The Telegraph - 15 – Aubrey Page, Collider - 17 – James Hibberd, Entertainment Weekly | - 18 – Charles Bramesco, Vulture - 18 – Tim Molloy, TheWrap - 22 – Morgan Jeffery and Rosie Fletcher, Digital Spy - 23 – Travis Clark, Business Insider |

Los autores de IndieWire han clasificado las 22 entregas de Black Mirror, excluyendo Bandersnatch, por su calidad, dando a «Rachel, Jack and Ashley Too» la posición número 16.  En lugar de por su calidad, Proma Khosla de Mashable clasificó los episodios por su tono, concluyendo que «Rachel, Jack and Ashley too» fue el cuarto episodio menos pesimista de la serie.

### Premios
En 2020, «On a Roll» recibió una nominación al Premio del Gremio de Supervisores Musicales en la categoría Canción Escrita y/o Grabada para Televisión, con Trent Reznor como compositor, Miley Cyrus como artista y Amelia Hartley como supervisora musical.